# Fördeg
Fördeg är en igångsättare av fermentering som används i bakning av bröd. Exempel på fördegar är surdegsgrund, poolish, levain och biga. En fördeg består vanligtvis av en enkel blandning av mjöl, vatten och emellanåt ett jäsningsmedel (vanligtvis jäst) som får jäsa en längre tid än huvud-degen, som i sin tur görs genom att tillsätta övriga ingredienser till fördegen innan det knådas. Även om de har minskat i popularitet då direkt tillsättning av jäst i brödrecept har strömlinjeformat processen på en kommersiell nivå, används surdegsgrunder av olika sorter mycket i hantverksmässiga brödrecept.

## Surdegsgrund
Att använda en surdegsgrund och en längre jästid i bakprocessen ger mer smak och längre hållbarhetstid. I sig själv håller surdegsgrunden runt tre dagar innan den tillsätts i degen, även om tiden kan göras längre om man sätter in den i kylen. Om mer vatten och mjöl tillsätts med jämna mellanrum kan grunden hålla i stort sett hur länge som helst. När den bubblar livligt är den färdig att användas till brödbaket, och blandas då med brödets övriga ingredienser till den surdeg som sedan ska formas till bröd och bakas.

## Levain
Levain är en fransk typ av surdeg eller fördeg som används som jäsmedel vid bakning av bröd. Levain kan användas tillsammans med vanlig bagerijäst eller helt ersätta denna. 
Ett klassiskt bröd som bakas med levain är panettone, men normalt används levain för osötade vete- och rågbröd, till exempel Pain de Campagne och Pain de seigle. Bröden får en kraftig och god arom och håller sig färska längre än bröd bakade med konventionell jäst, vilka snabbare tappar smak och blir torra.[källa behövs]
Levain skapas på en surdegsgrund bestående av endast vatten och vete- eller rågmjöl. Denna är oftast relativt lös i konsistensen. Tillsättande av ytterligare vatten och mjöl ger den s.k. levain-degen, som är aningen fastare i konsistensen. Denna används sedan för att framställa den egentliga bröddegen.
Till en sats om 2 kg färdig deg används ofta cirka 500 g levain, men proportionerna varieras beroende på surdegens jäskraft, rummets temperatur, mjölets proteinhalt och andra faktorer.